# Rue Luban (métro de Nanning)
La station de métro de la Rue Luban (chinois : 鲁班路站 / pinyin : Lǔbān lù zhàn / zhuang : Camh Roen Lujbanh) est une station de métro de la ligne 1 du métro de Nanning. Ouverte le 28 décembre 2016, la station comprend quatre entrées et une seule plateforme.

## Situation ferroviaire
La station et ses entrées sont situées de part et d'autre du carrefour des rues Luban et Daxuedong. La station est la huitième sur la ligne 1 à partir de l'ouest.

## Histoire
Originellement appelée gare de Xinxujiang (心圩江站), la construction débute le 21 novembre 2011. La construction de la structure principale termine le 31 décembre 2013. Les tests sont approuvés en novembre 2016 et la station ouvre le 28 décembre 2016,.

## Service des voyageurs

### Horaires
La station est ouverte de 6h30 à 22h30 et la fréquence des passages est de 6 minutes pendant les heures de pointe (7h30 à 9h00 et de 17h30 à 19h30) et de 7 minutes durant le reste de la journée. Le premier train partant de Shibu arrive à 6h32 et le dernier à 22h47, tandis que les premiers et derniers trains partant de la gare de Nanning-est arrivent à 6h52 et 23h07 respectivement.

### Entrées et sorties
La station est accessible par trois entrées différentes, de part et d'autre des rues Luban Lu et Daxuedong Lu. La sortie A comprend un ascenseur pour les personnes handicapées.
| Numéro                                         | Destinations proches |
| ---------------------------------------------- | --- |
| Sortie A                                       | Luban Lu, Liyuan Lu, Yaobei Lu, École de cuisine du sud du Guangxi, École intermédiaire No. 20, Bureau de la sécurité publique de Nanning (branche de Xixiangtang), Parc de la rivière Xinxu, verger Yufeng |
| Sortie B                                       | Daxuedong Lu, Mutangli, École de mandarin du Guangxi, immeuble Daxue Lu |
| Sortie C                                       | Xinai Lu, jardins de Shilin, Parc d'industrie lourde de Nanning, quartier résidentiel de Luban Lu, immeuble Luban                                                                                           |
| Sortie D                                       | Daxuedong Lu, Université du Guangxi, hôtel Yongheng Langyue |
| Légende： Ascenseur pour personnes handicapées | |

### Desserte et structure
La station fait 201 mètres de long et 19,2 mètres de large. Elle a deux sous-sols.
| Niveau 0   | Entrées et sorties                                           | Entrées et sorties                                         |
| Sous-sol 1 | Salle d'accueil                                              | Service à la clientèle, boutiques et guichet libre-service |
| Sous-sol 2 |                                                              | Ligne 1 Voie 1 : En direction de Shibu                     |
| Sous-sol 2 | Quai central                                                 |                                                            |
| Sous-sol 2 | Ligne 1 Voie 2 : En direction de la Gare de Nanning-est (zh) |                                                            |